# Бадминтон на летней Универсиаде 2013
Соревнования по бадминтону на XXVII Всемирной Летней Универсиаде прошли с 5 по 11 июля 2013 года в «Академии тенниса» в Казани (Россия). Всего было разыграно 6 комплектов наград.

## Расписание соревнований
| 1Р | Первый раунд | ПрР | Предварительный раунд | 2Р | Второй раунд | 1/16 | 1/16 финала | ¼ | Четвертьфиналы | ½ | Полуфиналы | Ф | Финал |

| Турнир           | Турнир    | 5 июля День 0 | 6 июля День 1 | 6 июля День 1 | 7 июля День 2 | 7 июля День 2 | 8 июля День 3 | 9 июля День 4 | 9 июля День 4 | 9 июля День 4 | 10 июля День 5 | 10 июля День 5 | 11 июля День 6 |
| ---------------- | --------- | ------------- | ------------- | ------------- | ------------- | ------------- | ------------- | ------------- | ------------- | ------------- | -------------- | -------------- | -------------- |
| Одиночный разряд | Мужчины   |               |               |               |               |               |               | ПрР           | 2Р            | 1/16          | ¼              | ½              | Ф              |
| Одиночный разряд | Женщины   |               |               |               |               |               |               | ПрР           | 2Р            | 1/16          | ¼              | ½              | Ф              |
| Парный разряд    | Мужчины   |               |               |               |               |               |               | ПрР           | 2Р            | 1/16          | ¼              | ½              | Ф              |
| Парный разряд    | Женщины   |               |               |               |               |               |               | ПрР           | 2Р            | 1/16          | ¼              | ½              | Ф              |
| Парный разряд    | Смешанный |               |               |               |               |               |               | ПрР           | 2Р            | 1/16          | ¼              | ½              | Ф              |
| Командный разряд | Смешанный | ПрР           | 1/16          | ¼             | ½             | Ф             |               |               |               |               |                |                |                |

## Общий медальный зачёт
| Место | Страна           | Золото | Серебро | Бронза | Всего |
| ----- | ---------------- | ------ | ------- | ------ | ----- |
| 1     | Республика Корея | 5      | 0       | 2      | 7     |
| 2     | Таиланд          | 1      | 0       | 2      | 3     |
| 3     | Китай            | 0      | 4       | 1      | 5     |
| 4     | Китайский Тайбэй | 0      | 1       | 3      | 4     |
| 5     | Россия           | 0      | 1       | 1      | 2     |
| 6     | Малайзия         | 0      | 0       | 3      | 3     |
| Всего | Всего            | 6      | 6       | 12     | 24    |

## Медалисты
| Дисциплина                 | Золото | Серебро | Бронза |
| -------------------------- | --- | --- | --- |
| Мужской одиночный разряд   | | | |
| Женский одиночный разряд   | | | |
| Мужской парный разряд      | | | |
| Женский парный разряд      | | | |
| Смешанный парный разряд    | | | |
| Смешанный командный разряд | Южная Корея (KOR) Чан Йена Хон Джихун Ким Гиджон Ким Минги Ким Со Ён Ко Сонхён Ли Сохи Ли Ёндэ Син Сынчхан Сон Джихён | Китай (CHN) Чэнь Лосюнь Чэнь Си Гао Хуань Ли Гэнь Лю Чэн Ло Юй Сунь Юй Со Ди Тянь Хоувэй Тянь Цин Яо Сюэ Чжан Чжицзюнь | Таиланд (THA) |
| Смешанный командный разряд | Южная Корея (KOR) Чан Йена Хон Джихун Ким Гиджон Ким Минги Ким Со Ён Ко Сонхён Ли Сохи Ли Ёндэ Син Сынчхан Сон Джихён | Китай (CHN) Чэнь Лосюнь Чэнь Си Гао Хуань Ли Гэнь Лю Чэн Ло Юй Сунь Юй Со Ди Тянь Хоувэй Тянь Цин Яо Сюэ Чжан Чжицзюнь | Китайский Тайбэй (TPE) Чэнь Хунлин Цзян Кайсинь Чжоу Тяньчэн Го Юйвэнь Линь Яньчжу Люй Цзябинь Бай Сяома Тай Цзыин Цай Пэйлин Ван Чжихао Ван Пэйжун Ян Чжисюнь |